# Marco Pirinoli
Marco Pirinoli (Tassin-la-Demi-Lune, Francia, 24 de octubre de 1966) es un deportista italiano que compitió en vela en las clases Europe y Tornado. Su hermano Walter también compitió en vela.
Ganó dos medallas en el Campeonato Mundial de Tornado, oro en 1995 y plata en 1991, y una medalla de bronce en el Campeonato Europeo de Tornado de 1991. Anteriormente había obtenido una medalla de oro en el Campeonato Mundial de Europe de 1982.
Participó en los Juegos Olímpicos de Atlanta 1996, ocupando el quinto lugar en la clase Tornado.

## Palmarés internacional
| Campeonato Mundial | Campeonato Mundial  | Campeonato Mundial | Campeonato Mundial |
| Año                | Lugar               | Medalla            | Clase              |
| ------------------ | ------------------- | ------------------ | ------------------ |
| 1982               | Monfalcone (Italia) | Medalla de oro     | Europe             |

| Campeonato Mundial | Campeonato Mundial | Campeonato Mundial | Campeonato Mundial |
| Año                | Lugar              | Medalla            | Clase              |
| ------------------ | ------------------ | ------------------ | ------------------ |
| 1991               | Cagliari (Italia)  | Medalla de plata   | Tornado            |
| 1995               | Kingston (Canadá)  | Medalla de oro     | Tornado            |
| Campeonato Europeo |                    |                    |                    |
| Año                | Lugar              | Medalla            | Clase              |
| 1991               | Carantec (Francia) | Medalla de bronce  | Tornado            |